# Клермон-Ганно, Шарль Симон
Шарль Симон Клермон-Ганно (фр. Charles Simon Clermont-Ganneau; 19 февраля 1846 — 15 февраля 1923) — французский востоковед.
Служил во французской иерусалимской миссии и в Константинополе. Во время своих научных исследований в Палестине Клермон открыл несколько стел с древнейшими из известных семитических надписей (среди прочих, камень с надписью о воспрещении, под страхом смерти, вступать в пределы святыни; считается принадлежащим храму Соломона).
Клермон опубликовал: «Histoire de Calife le pêcheur et du Calife Haroun-el-Rachid» (турецкий текст с переводом, 1869), «La stèle de Mesa, roi de Moab, 896 avant J. Ch.» (1870); «La Palestine inconnue» (1875); «Le Dieu satrape et les Phéniciens dans le Péloponnèse» (1877); «L’authenticité du Saint-Sépulcre et le tombeau de Joseph d’Arimathie» (1877); «Mythologie iconographique» (1878); «Études d’archéologie orientale» (1880); «Origine perse des monuments araméens d’Egypte» (1881); «Sceaux et cachets israélites, phéniciens et syriens» (1883); «Les fraudes archéologiques en Palestine» (1885); «Recueil d’archéologie orientale» (1885).